# Espertirina Martins
Espertirina Augusta Martins (Lajeado, 16 de dezembro de 1903 Porto Alegre, 22 de dezembro de 1942) foi uma ativista anarquista e feminista do Brasil, que reivindicou os direitos sociais de sua classe no início do século XX.

## Vida e infância
Espertirina Martins nasceu em 1903, em Lajeado, no interior do Rio Grande do Sul, era filha de Theophilo Augusto Martins e Laura de Azambuja Reichenbach Martins. Irmã de outras seis crianças, foi fortemente influenciada pelas opiniões políticas de seus pais, que eram uma família de militantes anarquistas que conquistou certa relevância no contexto das lutas operárias da época. Em 10 de setembro de 1926 casou-se na cidade do Rio de Janeiro com Arthur Fabião Carneiro. 

## Participação política
Desde criança, Espertirina já se envolvia com o movimento operário do país, fosse distribuindo materiais impressos com informações políticas, ou participando de comícios, assembleias, reuniões e protestos. Foi aluna na Escola Moderna de Malvina Tavares, educadora anarquista. Sua irmã Dulcina era casada com Djalma Fettermann.
Dentre todas as atuações com as quais Espertirina se envolveu, a mais comentada pela história é a chamada Guerra dos Braços Cruzados, uma greve que ocorreu na cidade de Porto Alegre em 1917. Ela se deu em uma série de manifestações de todos dos tipos por parte da população pela conquista de seus direitos, se configurando em uma verdadeira guerra entre a polícia e os operários, que tomou a cidade por alguns dias. Nesse contexto, Espertirina participou de um enterro em protesto pelo assassinato de um operário em meio a uma greve. Espertirina seguia na frente da procissão com um buquê de flores na mão, ao mesmo tempo a Brigada Militar se aproximava no sentido contrário da avenida para reprimir o movimento.
Quando os grupos chegaram perto, Espertirina jogou seu buquê, que ocultava uma bomba, nos brigadianos, conseguindo explodir suas tropas, matar metade dos brigadianos e espantar seus cavalos. Graças a sua participação os operários saíram da briga com vantagem, o que possibilitou conquistas sociais para as condições de trabalho, como o limite de 8 horas de trabalho, o fim do trabalho infantil, a aposentadoria, a licença-maternidade, o direito à assistência médica e a indenização no caso de acidente de trabalho.
Casou-se com Artur Fabião Carneiro no Rio de Janeiro. O casal mudou-se para São Paulo, onde trabalharam na agência publicitária Eclectica e mantiveram contato com Edgard Leuenroth e o movimento anarquista da cidade.

## Morte
Espertirina Martins morreu aos 40 anos, vítima de seu primeiro parto. O procedimento ocorreu prematuramente e lhe causou apendicite.

## Legado
Em 2016, em Belo Horizonte, foi realizada uma ocupação com o nome "Ocupação Tina Martins" em memória à luta de Espertirina. O grupo era composto por mulheres que ocuparam um prédio abandonado na cidade em protestos para denunciar violência doméstica e para reivindicar a construção de creches e abrigos para as vítimas. Depois de 87 dias de protestos e ocupação, o movimento organizado pelo Movimento de Mulheres Olga Benario e pelo Movimento de Luta nos Bairros, Vilas e Favelas (MLB) conquistou através de diversas negociações com o governo a criação da primeira casa de acolhimento da América Latina, a Casa de Referência da Mulher Tina Martins. 